# Luciana Gilli
Luciana Gilli (* 11. November 1944 in Rom) ist eine italienische Schauspielerin.

## Wirken
Gilli startete ihre Filmkarriere 1960 und war drei Jahre später in Jürgen Rolands deutsch-italienischen Abenteuerfilm Der schwarze Panther von Ratana neben Marianne Koch und Heinz Drache zu sehen. In den folgenden Jahren spielte sie in mehreren Italowestern, wie Eine Bahre für den Sheriff, Stirb aufrecht, Gringo!, Jonny Madoc rechnet ab und Der Tod zählt keine Dollar mit, vor allem aber in Abenteuerfilmen. Bereits 1968 beendete sie ihre Karriere. Sie trat auch unter den Künstlernamen Gloria Gilli, Luciana Gillj und Judy Gilly auf.

## Filmografie
- 1953: Wir Frauen (Siamo donne) (eine Episode)
- 1960: Adua und ihre Gefährtinnen (Adua e le compagne)
- 1961: Le ambiziose
- 1961: Das Spukschloß in der Via Veneto (Fantasmi a Roma)
- 1961: Leoni al sole
- 1962: Herr der Wüste (Lo sceicco rosso)
- 1962: Pirat der sieben Meere (Il dominatore dei 7 mari)
- 1962: I 4 monaci
- 1963: Der schwarze Panther von Ratana
- 1963: Gli imbroglioni
- 1963: Ursus, der Unbesiegbare (Ursus nella terra di fuoco)
- 1964: Der Sieger von Samarkand (Il ladro di Damasco)
- 1965: Eine Bahre für den Sheriff (Una bara per lo sceriffo)
- 1965: Kampf um Atlantis (Il conquistatore di Atlantide)
- 1965: Söldner-Kommando Bengalen (La montagna di luce)
- 1966: Stirb aufrecht, Gringo! (La Colt è la mia legge)
- 1966: Mano di velluto
- 1967: Frank Collins 999 – Mit Chloroform geht’s besser (Coplan ouvre le feu à Mexico)
- 1967: Jonny Madoc rechnet ab (Pecos è qui: prega e muori!)
- 1967: Riuscirà il nostro eroe a ritrovare il più grande diamante del mondo? (aufgeführt 1971)
- 1967: Der Tod zählt keine Dollar (La morte non conta i dollari)
- 1968: Il sole è di tutti